# Зубер, Этта
Этта Зубер (в замужестве — Фалконер; англ. Etta Zuber Falconer; 1933, Тьюпело, округ Ли, штат Миссисипи США — 2002) — американский педагог, математик, одна из двух первых афроамериканок, которым была присуждена степень доктора философии по математике в США.

## Биография
Этта Зубер родилась в 1933 году в семье врача и музыкантки. В 1949 году окончила среднюю школу Джорджа Вашингтона. В возрасте 15 лет поступила в Университет Фиска в Нашвилле, штат Теннесси, где специализировалась в области математики и химии, который окончила с отличием в 1953 году. Продолжила учёбу в Висконсинском университете в Мадисоне, где получила степень магистра математических наук (1954).
Преподавательскую карьеру начала в 1954 году в Okolona Junior College.
После переезда семьи в 1965 в Атланту, поступила в аспирантуру при Университете Эмори. В Эмори в 1969 году стала доктором философии по математике, одной из двух первых афроамериканок, которым была присуждена эта научная степень в США (диссертация по общей алгебре).
Работая начальником отделения математики Spelman College в Атланте, приняла участие в создании отделения компьютерных наук, вернулась в аспирантуру университета в Атланте, получив в результате степень магистра наук в области компьютерных наук (1982).
Посвятила преподавательской деятельности 37 лет своей жизни. Работала профессором математики и начальником отдела по математике (1972), начальником отдела естественных наук (1982) и профессором математики и адъюнкт-проректором по научной части (1990) до мая 2002 года, когда ушла на пенсию.
Умерла от рака поджелудочной железы в сентябре 2002 года.
Почётный член Ассоциации женщин-математиков (1995). В 2001 году Американская ассоциация содействия развитию науки удостоила доктора Э. Зубер Фалконер своей премии за многолетние достижения и жизненный вклад в науку.
Доктор Э. Зубер Фалконер в одном из своих выступлений заявила, что вся её жизнь была «посвящена… увеличению числа высококвалифицированных афроамериканцев в области математики».

## Личная жизнь
Была замужем за Доланом Фалконером. В браке родились трое детей: Долан Фалконер-младший, инженер, Элис Фалконер Уилсон, врач, и Уолтер Фалконер, врач.